# منطقه مشکین تپه (تپه سنگی)
منطقه مشکین تپه (تپه سنگی) مربوط به دوران‌های تاریخی پس از اسلام است و در زرندیه، جنوب غربی ایستگاه راه آهن شهرپرندک واقع شده و این اثر در تاریخ ۲۲ فروردین ۱۳۵۶ با شمارهٔ ثبت ۱۳۶۱ به‌عنوان یکی از آثار ملی ایران به ثبت رسیده است.